# Requin tisserand
Vous lisez un « bon article » labellisé en 2014.
Carcharhinus brevipinna
Espèce
Synonymes
- Carcharias brevipinna Müller & Henle, 1839  (protonyme)
- Aprion brevipinna (Müller & Henle, 1839)
- Aprionodon brevipinna (Müller & Henle, 1839)
- Squalus brevipinna (Müller & Henle, 1839)
- Carcharhinus brevipina (Müller & Henle, 1839)
- Carcharhinus brevipinnis (Müller & Henle, 1839)
- Carcharinus brevipinna (Müller & Henle, 1839)
- Prionidon brevipinna (Müller & Henle, 1839)
- Isogomphodon maculipinnis Poey, 1865
- Carcharhinus maculipinnis (Poey, 1865)
- Uranga nasuta Whitley, 1943
- Longmania calamaria Whitley, 1944
- Aprionodon caparti Poll, 1951
- Carcharinus johnsoni Smith, 1951
- Carcharhinus johnsoni Smith, 1951

Statut de conservation UICN

 NT  : Quasi menacé
Le Requin tisserand (Carcharhinus brevipinna) est une espèce de requins de la famille des Carcharhinidae. Cette espèce se rencontre dans les eaux tropicales et chaudes à travers le monde, à l'exception de l'est de l'océan Pacifique. On le trouve près des côtes et au large à des profondeurs pouvant atteindre 100 m, même s'il préfère les eaux peu profondes. Le Requin tisserand ressemble au Requin bordé (C. limbatus) quoiqu'il soit de plus grande taille : il a lui aussi un corps fuselé, un long museau et des marques noires sur les nageoires. Cette espèce peut être distinguée du Requin bordé par sa première nageoire dorsale, qui a une forme différente et est placée plus en arrière, ainsi que par l'extrémité noire de sa nageoire anale. Il atteint une longueur de 3 m.
Le Requin tisserand est un prédateur vif et grégaire, qui se nourrit d'une grande variété de petits poissons osseux et de céphalopodes. Quand il s'attaque à des bancs de poissons, il accélère verticalement tandis que le banc tourne sur lui-même, finissant en émergeant de l'eau. Comme les autres membres de sa famille, le Requin tisserand est vivipare, et les femelles donnent naissance à des portées comprenant entre 3 et 20 jeunes requins tous les deux ans. Les nouveau-nés naissent dans des nurseries près des côtes, et grandissent assez rapidement. Cette espèce n'est généralement pas dangereuse pour l'Homme, sauf en présence de nourriture. Le Requin tisserand est pêché dans l'ensemble de son aire de répartition pour ses tissus musculaires, ses ailerons, son huile de foie et sa peau. Il offre également une résistance appréciée par les pêcheurs de loisir. L'Union internationale pour la conservation de la nature (UICN) a classé l'espèce « quasi-menacée » à travers le monde et « vulnérable » au large du sud-est des États-Unis.

## Description

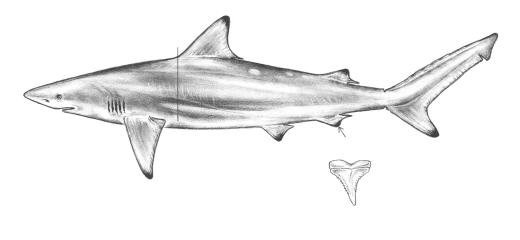
Dessin d'un Requin tisserand et de sa dent.

Le Requin tisserand mesure en moyenne 2 m et pèse 56 kg. Ses tailles et poids maximum sont de 3 m et 90 kg. Les requins de l'Indo-Pacifique sont généralement plus grands que ceux du nord-ouest de l'Atlantique. Cette espèce a un corps mince et fuselé avec un museau long et pointu caractéristique. Les yeux sont petits et circulaires. Il y a des sillons bien visibles pointant vers l'avant dans les coins de la bouche. Il y a entre 15 et 18 rangées de dents de chaque côté de la mâchoire supérieure et entre 14 et 17 de chaque côté de la mâchoire inférieure, avec respectivement 2 et 1 petites dents au niveau de la symphyse de ces mâchoires. Les dents de la mâchoire supérieure sont longues, avec une étroite pointe centrale et de fines dentelures, tandis que celles de la mâchoire inférieure sont lisses. Les cinq paires de fentes branchiales sont longues.

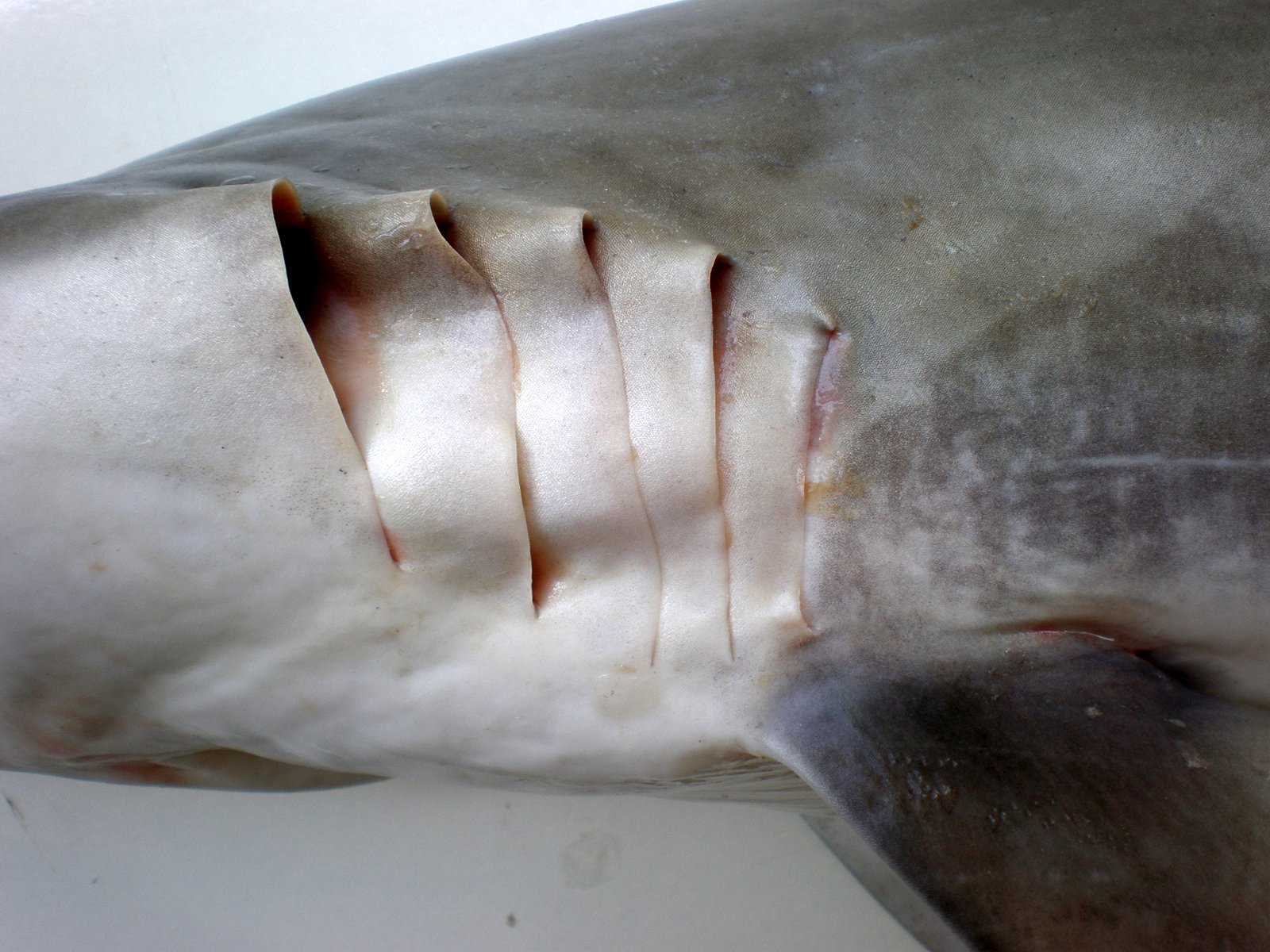
Fentes branchiales de Carcharhinus brevipinna.

La première nageoire dorsale est relativement petite et implantée généralement derrière la bordure arrière libre des nageoires pectorales. Il n'y a pas de crête entre les nageoires dorsales. Les nageoires pectorales sont assez courtes, étroites et falciformes. Le corps du requin est densément recouvert de denticules cutanées en forme de diamants parcourues chacune par 5 à 7 crêtes, qui se chevauchent légèrement. La coloration est grise dessus, avec des reflets bronzes, et blanche dessous, avec une bande blanche sur les flancs. Les jeunes ont des nageoires sans marques jusqu'à une taille d'environ 70 cm, tandis que les extrémités de la seconde nageoire dorsale et des nageoires pectorales, anale et du lobe inférieur de la nageoire caudale sont noirs chez les adultes.

### Espèces similaires
Le Requin tisserand diffère du Requin bordé (C. limbatus) par sa première nageoire dorsale légèrement plus triangulaire et placée plus en arrière du corps. Le Requin bordé a également un corps plus élancé, des dents plus petites avec des bords plus finement dentelés et une nageoire anale claire, du moins chez les individus vivant dans l'océan Atlantique. Les adultes peuvent également être différenciés par la marque noire à l'extrémité de la nageoire anale,. Le Requin tisserand peut également parfois être confondu avec le Requin à petites dents (C. isodon), mais ce dernier a un museau plus court, des dents plus lisses sur la mâchoire supérieure, la première nageoire dorsale au-dessus de l'axe des nageoires pectorales et l'extrémité de ses nageoires ne comporte pas de marque.

## Biologie et écologie

### Comportement
Le Requin tisserand est rapide et actif, et forme parfois de grands bancs d'animaux de même sexe et même âge. Les jeunes préfèrent les eaux plus froides que les adultes. Au large de l'Afrique du Sud, les femelles vivent près des côtes tout au long de l'année, et les mâles ne les rejoignent que durant l'été.

### Alimentation
Le Requin tisserand se nourrit principalement de petits poissons osseux, dont les Elops, sardines, Clupeidae (notamment le Menhaden de l'Atlantique (Brevoortia tyrannus)), anchois, poissons-chats marins, poissons-lézards, mulets, Tassergals, thons, Turbots de sable (Scophthalmus aquosus), Sarda, Sciaenidae, Carangidae, Gerreidae et Cynoglossidae. Ils peuvent aussi consommer des raies Myliobatiformes, des seiches, des calmars et des poulpes. On trouve souvent des groupes de Requins tisserands poursuivant des bancs de proies à grande vitesse. Les proies sont capturées et avalées entières, ce requin manquant d'une dentition appropriée pour couper des morceaux de chair. Cette espèce emploie une méthode de chasse particulière pour les bancs de petits poissons : le requin charge verticalement à travers le banc, la gueule ouverte et essayant d'attraper tout ce qui passe à proximité. À la fin de la charge il arrive fréquemment au requin de sortir momentanément de l'eau,. Le Requin bordé pratique cette même méthode, mais moins fréquemment. Au large de Madagascar, les Requins tisserands suivent les migrations des bancs de maquereaux, thons et Carangidae. Comme les Requins bordés ils se rassemblent autour des chalutiers qui pêchent la crevette pour se nourrir des prises accessoires rejetées à la mer, ce qui peut conduire à des cas de frénésie alimentaire. Des cas de cannibalisme, avec des Requins tisserands se nourrissant de jeunes requins de leur espèce, ont été documentés.

### Cycle de vie

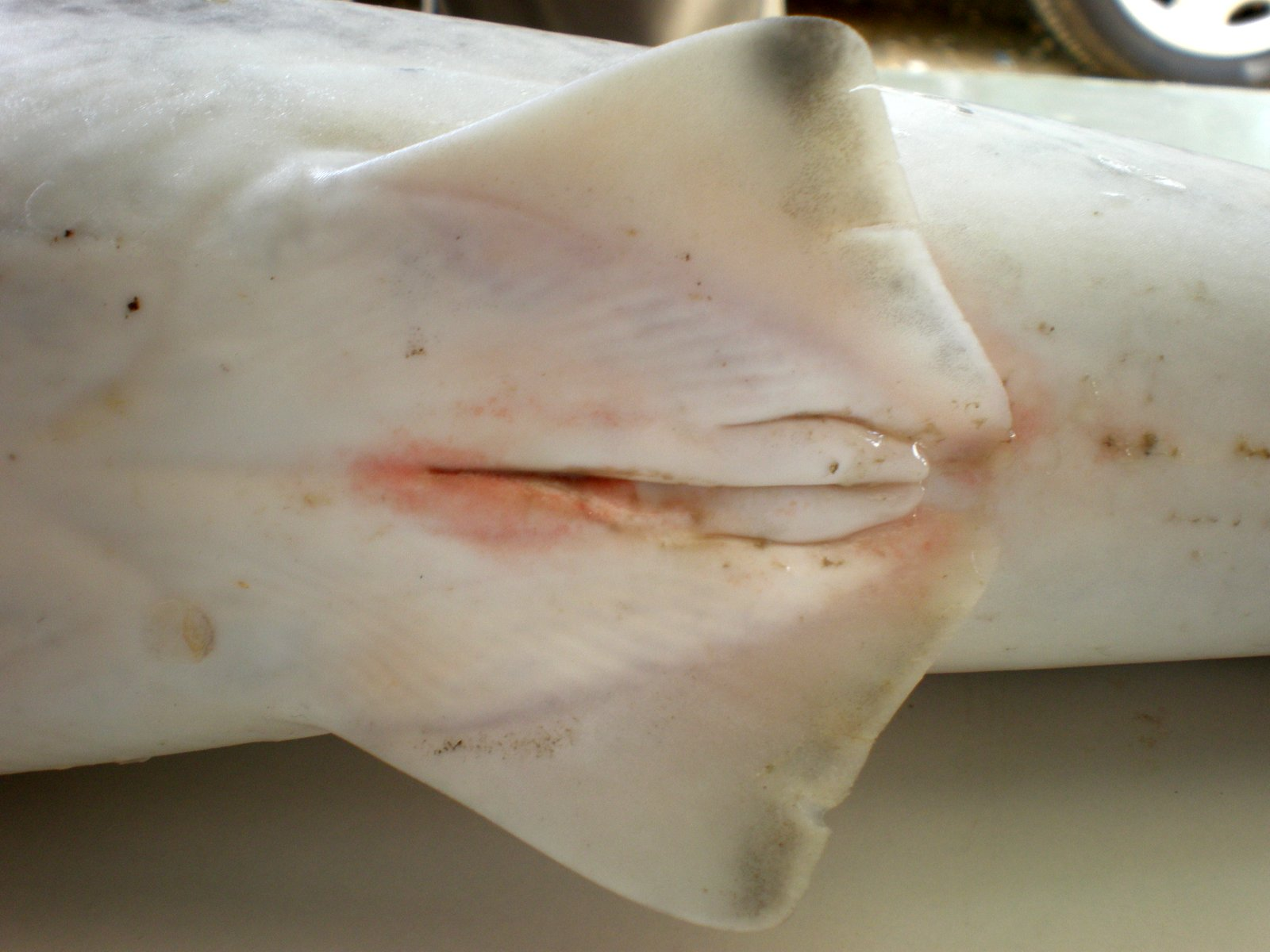
Ptérygopode (organe des mâles pour la copulation) d'un jeune Carcharhinus brevipinna.

Comme les autres requins de la famille des Carcharhinidae, le Requin tisserand est vivipare ; après que les embryons en développement aient épuisé leur réserve en vitellus, le sac vitellin vide se développe en une connexion avec le placenta qui permet à l'embryon d'être nourri par sa mère. Chaque femelle a un seul ovaire fonctionnel (celui du côté droit) et deux utérus. Cette espèce a le plus petit ovule proportionnellement à la taille de l'embryon de tous les requins vivipares. Les femelles donnent naissance à entre 3 et 20 petits requins tous les deux ans, après une gestation qui dure entre 11 et 15 mois. L'accouplement a lieu du début du printemps à l'été, et la parturition en août au large de l'Afrique du Nord, d'avril à mai au large de l'Afrique du Sud et de mars à avril dans le nord-ouest de l'Atlantique,. Les jeunes naissent dans des nurseries près des côtes comme des baies, des plages ou des estuaires à forte salinité de l'eau, et à des profondeurs dépassant 5 m.
La taille à la naissance est de 66 à 77 cm dans le nord-ouest de l'Atlantique, de 61 à 69 cm au large de la Tunisie et de 60 cm au large de l'Afrique du Sud. Les Requins tisserands ont une croissance relativement rapide : 30 cm par an pour les nouveau-nés, 25 cm par an pour les requins d'un an, 10 cm par an pour les adolescents et 5 cm par an pour les adultes. Dans le nord-ouest de l'Atlantique, les mâles atteignent la maturité sexuelle à 1,3 m et les femelles entre 1,5 et 1,6 m, soit à un âge de respectivement 4 à 5 ans et 7 à 8 ans. Au large de Afrique du Sud, les mâles atteignent la maturité sexuelle à 1,8 m et les femelles à 2,1 m. La longévité maximale de ce requin est estimée de 15 à 20 ans.

### Prédateurs et parasites
Les petits Requins tisserands peuvent être la proie de requins plus grands. Parmi les parasites connus de cette espèce, on recense les  copépodes Kroyeria deetsi (nl), Nemesis pilosus, et N. atlantica, qui infectent les branchies des requins, Alebion carchariae, qui infecte leur peau, Nesippus orientalis, qui infecte la gueule et les branchies et Perissopus dentatus, qui infecte les narines et les bords arrière des nageoires.

## Distribution et habitat

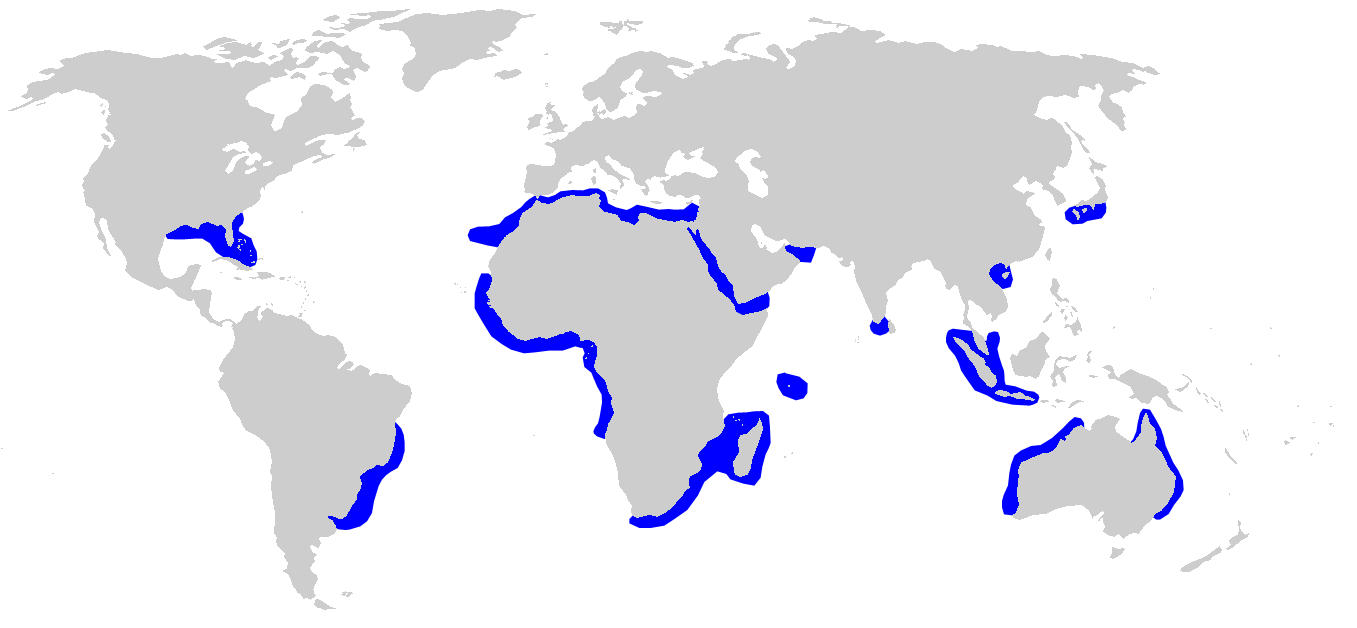
Aire de répartition du Requin tisserand.

Certaines incertitudes demeurent quant à la distribution exacte du Requin tisserand, du fait de sa fréquente confusion avec le Requin bordé (C. limbatus). Dans l'ouest de l'océan Atlantique, on le rencontre de la Caroline du Nord jusqu'au nord du golfe du Mexique, en passant par les Bahamas et Cuba, et du sud du Brésil à l'Argentine. Dans l'est de l'Atlantique, on le trouve de l'Afrique du Nord jusqu'en Namibie. Dans l'océan Indien, on le rencontre en Afrique du Sud et à Madagascar, dans la mer Rouge et le golfe d'Aden, en Inde et sur les îles avoisinantes, et à Java et Sumatra. Dans l'océan Pacifique il vit au large du Japon, du Vietnam, de l'Australie et probablement des Philippines,. Il semblerait que les Requins tisserands de la mer Rouge aient traversé le canal de Suez pour gagner la mer Méditerranée, suivant la migration lessepsienne.
Le Requin tisserand vit entre la surface de l'océan et une profondeur de 100 m, bien qu'il préfère les eaux peu profondes à moins de 30 m de la surface. Il occupe tous les niveaux de la colonne d'eau. Cette espèce peut se rencontrer dans les eaux côtières comme plus au large, au-dessus des plateaux continentaux et insulaires. Les jeunes vivent dans des baies mais évitent les eaux trop saumâtres. La population du nord-ouest de l'Atlantique pratique une migration : au printemps et en été elle vit dans les eaux chaudes près des côtes, et en hiver elle gagne des eaux plus profondes plus au sud,.

## Taxinomie et phylogénie
Le Requin tisserand a été décrit initialement sous le nom scientifique Carcharias (Aprion) brevipinna par Johannes Peter Müller et Friedrich Gustav Jakob Henle dans leur Systematische Beschreibung der Plagiostomen de 1839, à partir d'un spécimen naturalisé de 79 cm de long collecté au large de Java. Le nom spécifique brevipinna vient du latin brevis signifiant « court » et pinna signifiant « aile » ou « plume ». Il fait référence aux courtes nageoires de ce requin. Cette espèce est successivement placée dans les genres  Aprion, Squalus, et Aprionodon avant d'être finalement placée dans le genre Carcharhinus. La forme des dents et la coloration de cette espèce varient de manière significative avec l'âge et suivant la zone géographique, ce qui cause parfois des confusions.
Des études se basant sur la morphologie des animaux, la forme des dents et leur comportement ont conclu que les plus proches apparentées du Requin tisserand étaient le Requin bordé (C. limbatus) et le Requin gracile (C. amblyrhynchoides). Toutefois, ces conclusions ne sont pas confirmées par l'analyse des allozymes menée par Gavin Naylor et 1992, qui estime que ces similarités sont liées à une convergence évolutive, et que le requin le plus proche du Requin tisserand est le Requin cuivre  (C. brachyurus). Dans une étude de 2007 portant sur l'ADN ribosomique des requins menée par Mine Dosay-Akbulut, le Requin tisserand s'est révélé comme étant le requin le plus génétiquement divergent parmi ceux de la famille des Carcharhinidae, en dehors du Requin-tigre (Galeocerdo cuvier), et qu'il était moins proche des autres espèces de Carcharhinus que ne l'est le Requin citron (Negaprion brevirostris).

## Relations avec l'Homme

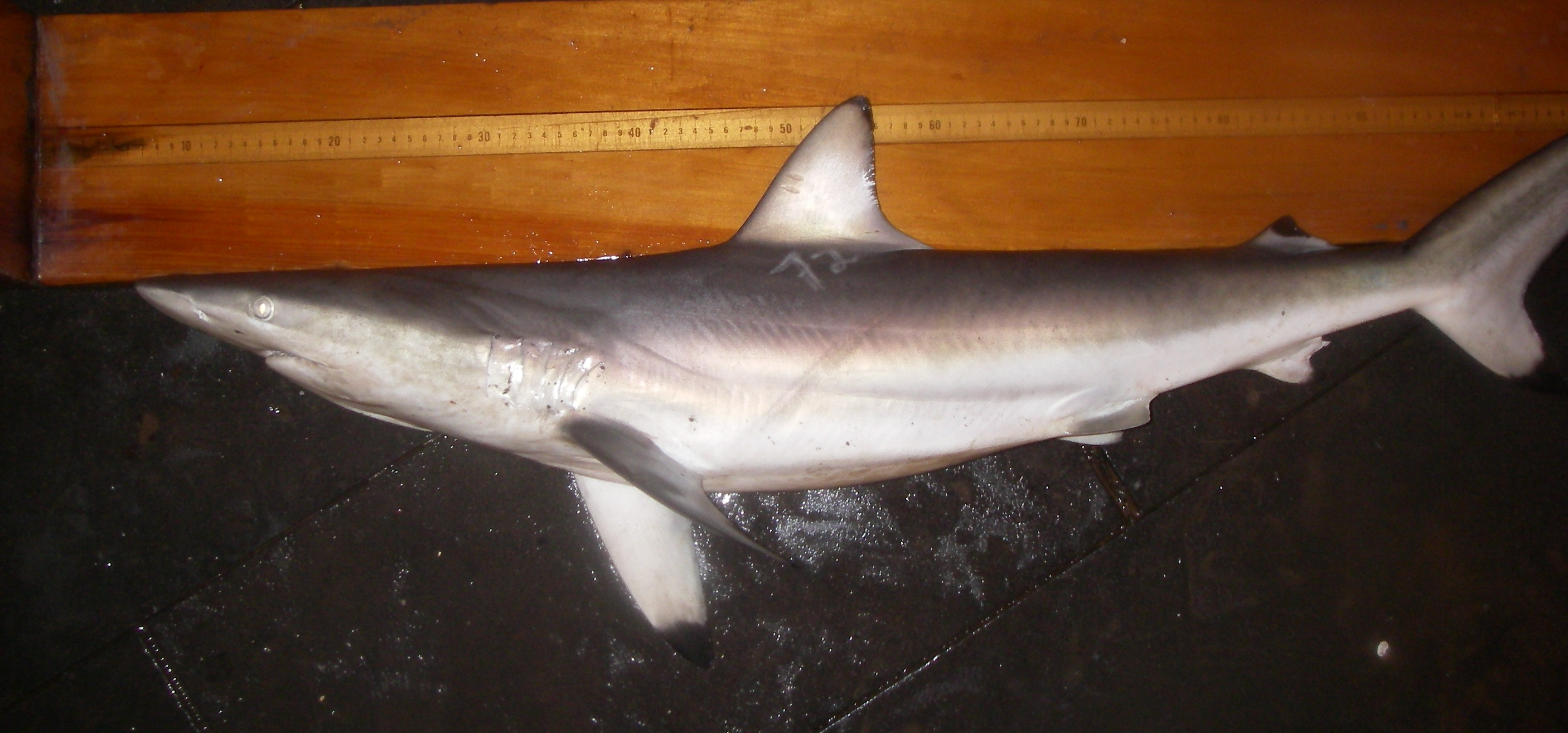
Le Requin tisserand est victime de la pêche commerciale comme de la pêche sportive.

Généralement, le Requin tisserand ne représente pas de réel danger pour l'Homme. En effet les mammifères ne sont pas des proies adaptées à leurs petites dents étroites, plus adaptées à attraper les proies qu'à les couper. Toutefois, ils peuvent vite devenir excités en présence de nourriture, et les pêcheurs au harpon doivent leur prêter attention. En 2008, l'International Shark Attack File listait 16 attaques non provoquées par la victime attribuées au Requin tisserand, aucune d'entre elles n'ayant été mortelle.
La chair du Requin tisserand est de bonne qualité et est vendue fraîche ou séchée et salée. De plus, les ailerons peuvent être utilisés pour confectionner la soupe aux ailerons de requin en Asie, son huile de foie est une source de vitamines, et sa peau sert à faire du cuir. Les Requins tisserands sont fréquemment capturés par les pêcheurs américains du nord-ouest de l'Atlantique et du golfe du Mexique. Sa viande est commercialisée sous l'étiquette Requin bordé aux États-Unis, cette dernière espèce étant considérée de meilleure qualité dans ce pays. Il est également pêché un peu partout dans son aire de répartition, sans toujours que les prises soient recensées correctement du fait qu'il est souvent confondu avec le Requin bordé. Le Requin tisserand est également apprécié des pêcheurs de loisir car il leur offre une belle résistance, et sort souvent hors de l'eau.
L'Union internationale pour la conservation de la nature (UICN) considère le Requin tisserand comme « quasi-menacé » dans le monde et « vulnérable » dans le nord-ouest de l'Atlantique. Sa présence sur les habitats côtiers en fait une prise fréquente des pêcheurs et le rend sensible à la dégradation de son habitat. Sa pêche au large des États-Unis est gérée par le National Marine Fisheries Service (NMFS) en vertu du Fishery Management Plan (FMP) for Atlantic Tunas, Swordfish and Sharks de 1999. Dans le cadre de la gestion des quotas, il est classé parmi les « Large Coastal Shark » (LCS).